# Happening Songs
 (septembre 2009).
Si vous disposez d'ouvrages ou d'articles de référence ou si vous connaissez des sites web de qualité traitant du thème abordé ici, merci de compléter l'article en donnant les références utiles à sa vérifiabilité et en les liant à la section « Notes et références ».
Albums de Dionysos
The Sun Is Blue Like the Eggs in Winter
Singles
1. Wet
Sortie : 1996

Happening Songs est le premier album studio du groupe de rock français Dionysos, sorti en juillet 1996, trois ans après la formation du groupe. 
Il s'agit d'un album autoproduit, enregistré en juillet au Kaiser studio par Lucas Trouble.
Babet ne faisait pas encore partie du groupe à l'époque (elle l'a rejoint pour leur deuxième album The Sun Is Blue Like the Eggs in Winter). Les musiciens présents donc sur cet album sont Mathias Malzieu, Éric Serra-Tosio, Guillaume Garidel et Michaël Ponton.
La particularité de cet album est la langue anglaise sur toutes les chansons. Le titre Wet a été diffusé sur quelques radios à l'époque (ce qui fait de ce titre une sorte de single), le groupe commençait déjà à faire parler de lui par ses prestations scéniques. Déjà à l'époque, les instruments de musiques étaient très divers chez Dionysos : si l'on retrouve les guitares, basses et batteries, on peut entendre du kazoo, du métallophone, du mélodica ou même du saxophone. Le livret indique même la présence de cyrz sur certaines chansons. Les poteries de l'album sont des créations de Mathias Malzieu. 
Les titres Wet, Polar Girl, New Eye Blues et Can I? apparaissent aussi sur les différents albums de Whatever the Weather. Ce qui signifie qu'ils étaient encore joués à l'époque de Western sous la neige (vers 2002-2003). Le titre Wet a aussi été rejoué lors de la tournée acoustique de 2009. 
Lors de la tournée Bird 'n' Roll en 2012, Can I? et Wet sont rejouées, Wet tenant le rôle de la chanson de fin de concert à l'instar de Coccinelle 2 ou encore Giant Jack.

## Titres de l'album
1. Wet
2. No Sense Words Harmony
3. Polar Girl
4. Can I?
5. Everything
6. Children of My Walk
7. Flying Cake
8. Still Bleeding
9. New Eye Blues
10. Socks Tears
11. Screamin' Like an Egg
12. Sad Smiling F..k
13. Wet Folk

+ Here Comes the Sun